# 헤미마스틱스속
헤미마스틱스속(Hemimastix)은 아푸소조아 분류군 중 하나이다. 종 Hemimastix amphikineta를 포함하고 있다.